# Paleizenplein

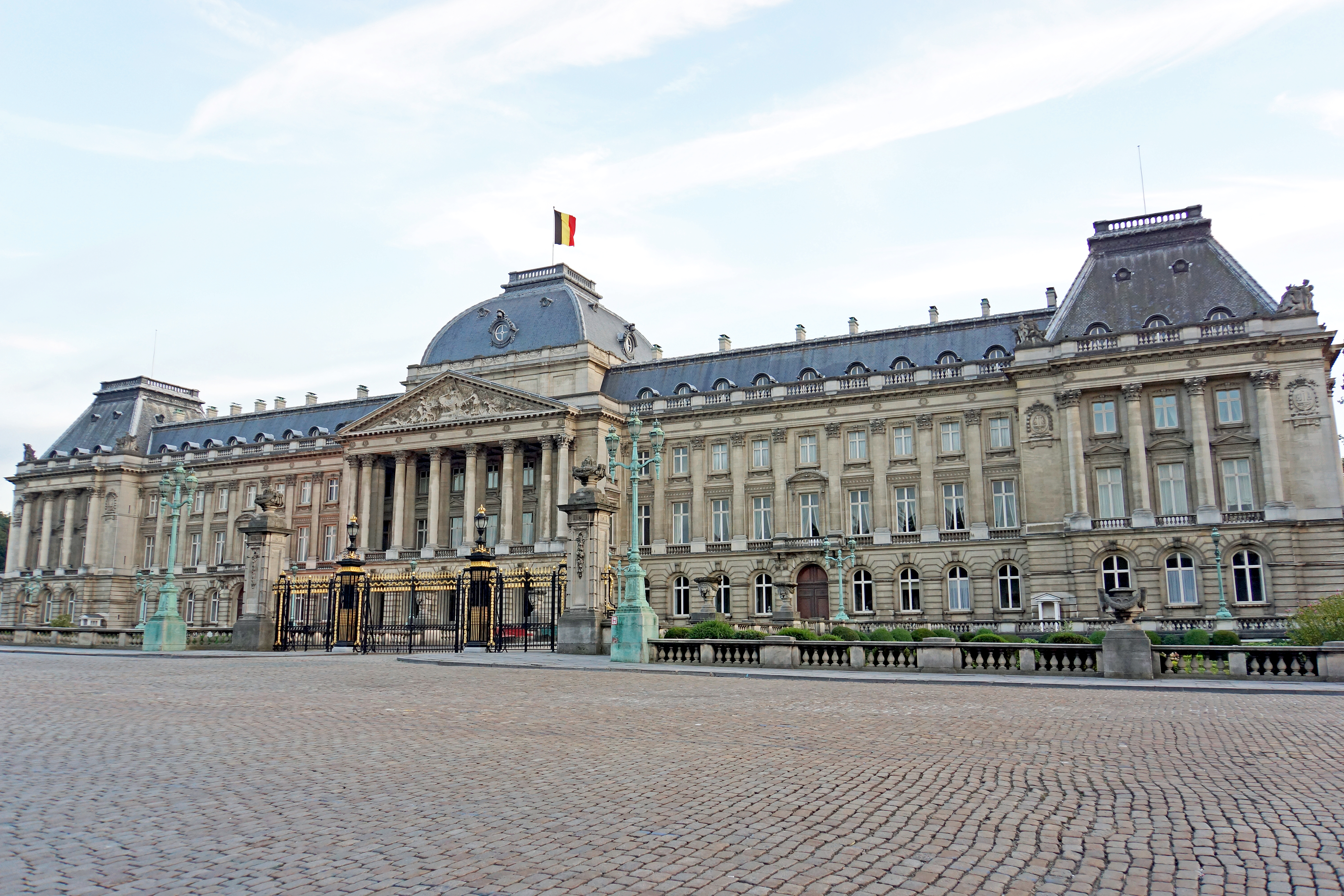
Zicht op het Paleizenplein voor het Koninklijk Paleis

Het Paleizenplein  (Frans: Place des Palais) is een plein in het Brussels Hoofdstedelijk Gewest. Het Paleizenplein is naast de Wetstraat, de Hertogstraat en de Koningsstraat een van de vier grote lanen die het Warandepark, in het centrum van Brussel, omzomen. Het 350 m lange en 70 m brede plein ligt ten zuidwesten van het Warandepark en ten noordoosten van het Koninklijk Paleis van Brussel.
Na de verwoesting door een grote brand van het Paleis op de Koudenberg in 1731, werd de wijk heringericht, met een hertekening van het park van Brussel, het Warandepark. In 1779 ontstond aldus de Rue de Belle-Vue, de voorloper van het Paleizenplein. Na de definitieve keuze van de locatie van het nieuwe Koninklijk Paleis ontstond het Paleizenplein in 1827, waarbij de werken aan dit paleis pas in 1829 werden afgerond.
Aan het westelijke uiteinde van het plein liggen het Huis van het Gewest en het BELvue Museum, aan het oostelijke uiteinde het Academiënpaleis.

## Evenementen
Het Paleizenplein is jaarlijks op 21 juli, de Belgische nationale feestdag, het decor van het nationaal defilé.

## Bereikbaarheid
Het dichtstbijzijnde spoorwegstation is Brussel-Centraal. Voor de metro geldt dat het station Troon het dichtstbij is.